# Amberg (Wisconsin)
Amberg – miasto w Stanach Zjednoczonych, w stanie Wisconsin, w hrabstwie Marinette.